# Oggetti non stellari nella costellazione del Leone Minore
Principali oggetti non stellari presenti nella costellazione del Leone Minore.

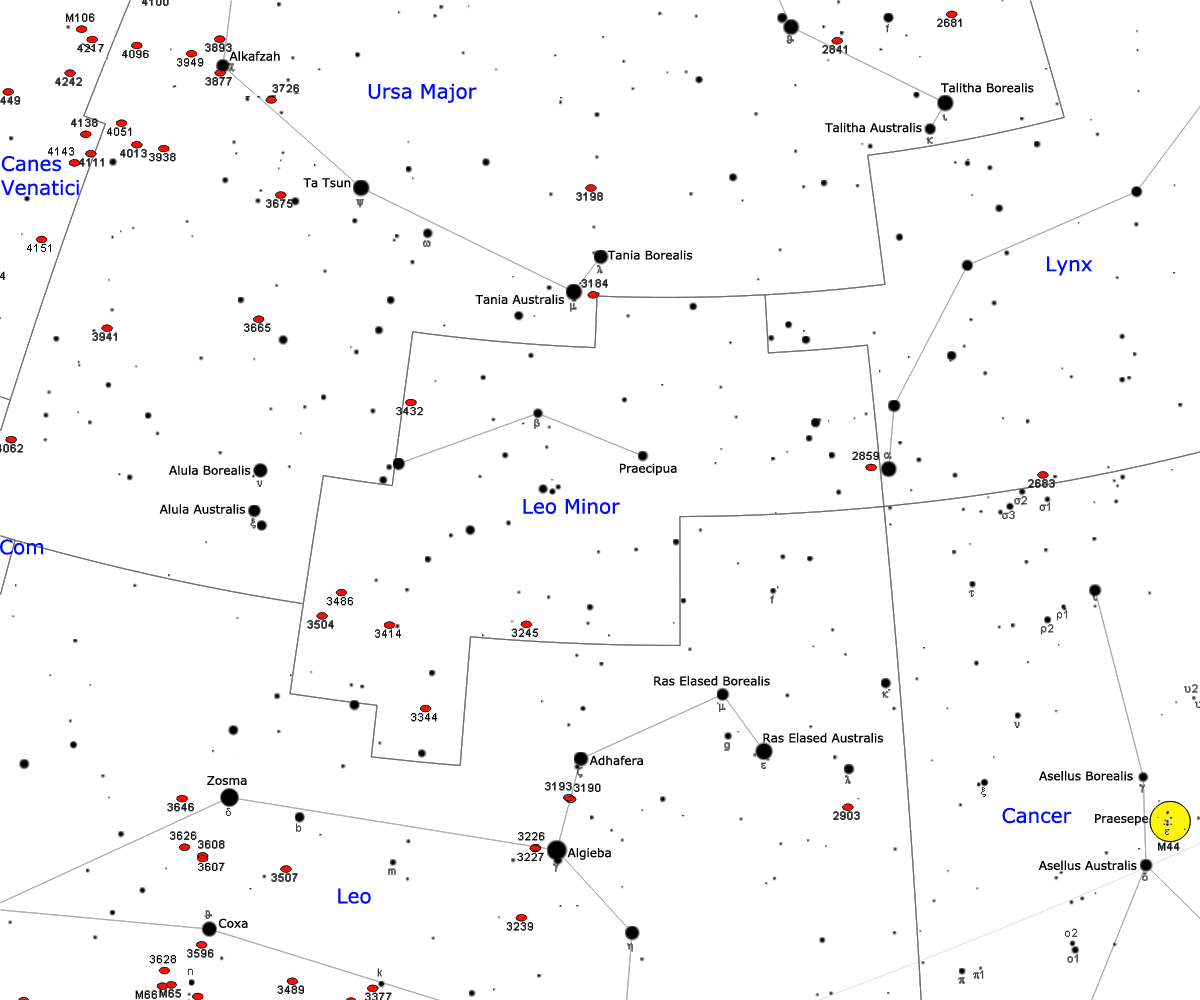
Mappa della costellazione del Leone Minore.

## Galassie
- AGC 198691
- Arp 107
- NGC 2859
- NGC 3021
- NGC 3245
- NGC 3344
- NGC 3414
- NGC 3432
- NGC 3486
- NGC 3504

## Ammassi di galassie
- Abell 1033
- SDSS J1004+4112

## Nubi extragalattiche
- Hanny's Voorwerp